# Ácido esteárico

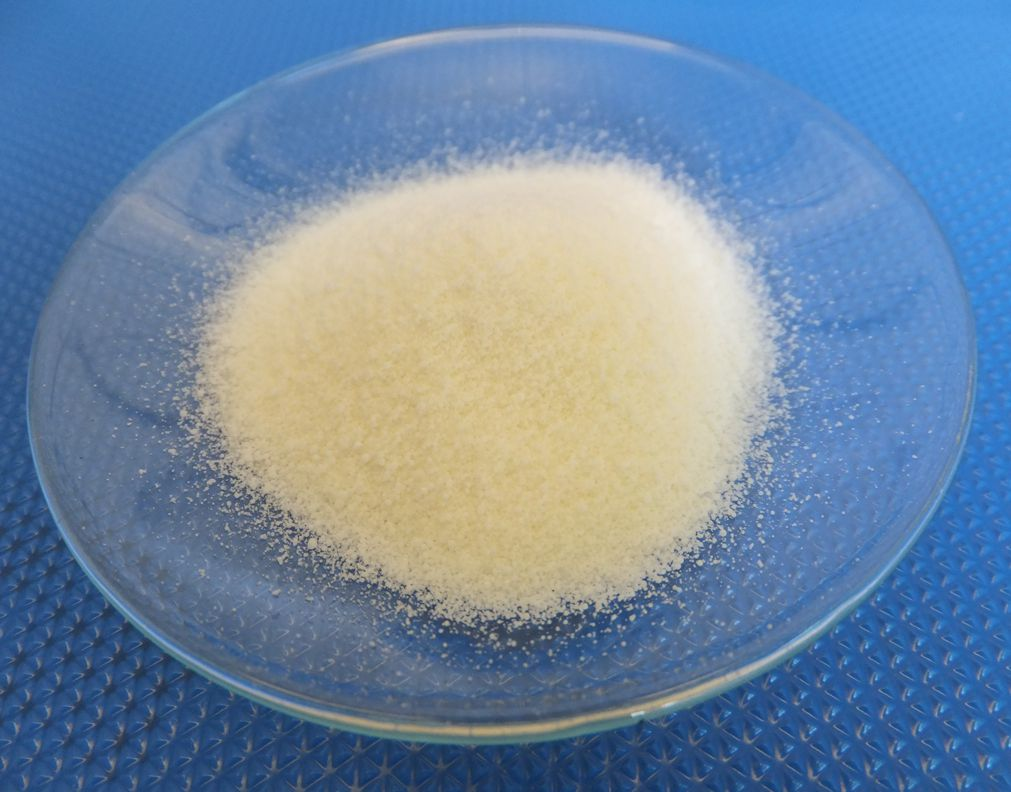
Ácido esteárico

O ácido esteárico é o ácido graxo saturado com 18 carbonos, presente em óleos e gorduras animais e vegetais, de fórmula química CH3(CH2)16COOH.
À temperatura ambiente ele é sólido, se parecendo com uma cera microgranulada.